# Thaumatomyrmex contumax
Thaumatomyrmex contumax är en myrart som beskrevs av Kempf 1975. Thaumatomyrmex contumax ingår i släktet Thaumatomyrmex och familjen myror. Inga underarter finns listade i Catalogue of Life.